# Comptoirs français
Les Comptoirs français était une société française de distribution de produits alimentaires et non-alimentaires fondée en 1897 dans la Marne, 24 rue de Courcelles à Reims dans le Faubourg Clairmarais.

## Histoire
Édouard Mignot débute comme épicier chez Eugène Bonant dont il devient associé. La société développe déjà des succursales.
Au décès d’Eugène Bonant, la société devient « Les établissements Mignot et Cie ».
Édouard Mignot reprend à son compte une société d'alimentation « Notre-Dame de l'Usine », créée dans un but philanthropique.
En 1906, les établissements Mignot et Cie  deviennent les Comptoirs Français.
En 1940, le siège social est transféré à Pantin.
En 1948, au décès de son épouse, Édouard Mignot  crée avec son fils une nouvelle société Établissements E.Mignot- Comptoirs français.
En 1953, les « Établissements E.Mignot- Comptoirs français » sont transformés en Société Anonyme. Le fils d’Édouard Mignot, en sera le PDG.
Il sera à l’origine de la création de 45 supermarchés et 2 hypermarchés.
À Reims, sera créé un hypermarché dénommé « La Montagne » qui deviendra le CORA à Cormontreuil que l’on connait aujourd’hui.
Les Comptoirs français ont compté jusque près de 1 500 succursales.
Dans les années 1970, les affaires déclinent.

### Devenir
Les Comptoirs Français sont rachetés par le groupe Primistères-Félix Potin en 1975.
Les entrepôts de Reims sont fermés ainsi que la société Les Comptoirs français.

## Les installations  à Reims
Le siège des Comptoirs français et l’usine Mignot et Cie de Reims, puis usine des Comptoirs français, étaient situés 24 rue de Courcelles.
Reconstruite après la guerre, on transforme sur place un certain nombre de produits et en fabrique d'autres (pain, alcool, chocolat) avant de les vendre.
L’usine a fermé ses portes vers 1980.

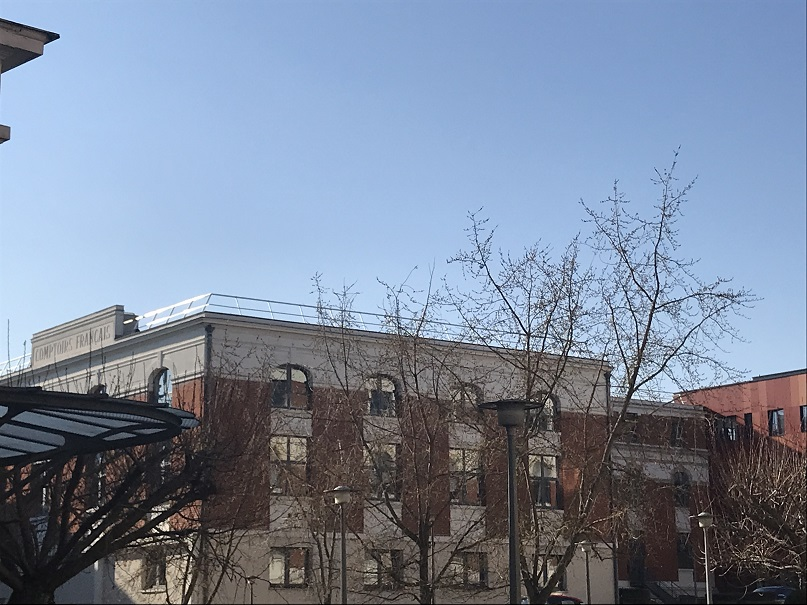
Ancien Comptoirs français
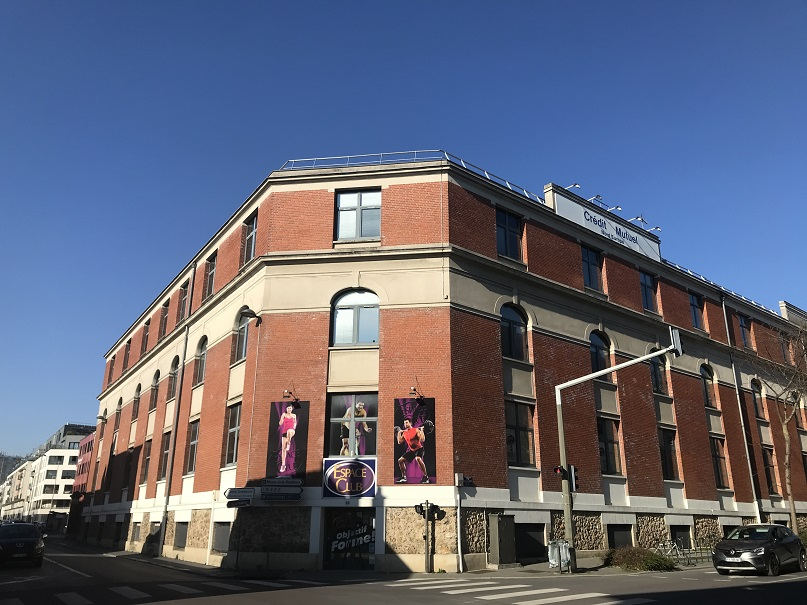
Angle rue de Courcelles et rue Édouard-Mignot.

## Les installations  à Pantin
En 1929, les Comptoirs français rachètent le site des établissements Stern qui était une entreprise de traitement des huiles et de fabrication de graisses industrielles.
Un stockage de matières alimentaires et de vin de grande consommation sera réalisé.
Pendant la Seconde Guerre mondiale, les Comptoirs français distillent sur site des goudrons de houille pour en extraire des hydrocarbures afin de remédier à la pénurie de carburant.

## Les installations à Rungis
Un entrepôt de produits frais était implanté à Rungis.